# Sabonis-Basketball-Zentrum
Der Viešoji įstaiga Sabonio krepšinio centras (Abk. „Sabonio KC“, deutsch Sabonis-Basketball-Zentrum) ist eine Basketballhalle und eine Basketball-Sportschule mit 500 Schülern im Alter von 6 bis 18 Jahren in der litauischen Stadt Kaunas. Das Team „Sabonio krepšinio centras“ spielt in der Regionų krepšinio lyga (RKL), andere Schulteams spielen in der Kauno krepšinio mėgėjų lyga (KKML), Lietuvos moksleivių krepšinio lyga (MKL) und European Youth Basketball League (EYBL). Das Team „Kauno Žalgiris-Sabonio mokykla“ spielt in der Nacionalinė krepšinio lyga. Die Schüler werden als „Saboniukai“ genannt. In der Schule arbeiten 13 Trainer. Es gibt Partner in Finnland und in Niederlanden.

## Sportzentrum
Im Zentrum gibt es vier Basketballhallen, zwei davon entsprechen den FIBA-Anforderungen. Die anderen zwei werden nur zum Training genutzt. Die Haupthalle hat 500 Sitzplätze und ist auch für andere Sportarten und Veranstaltungen geeignet. Daneben gibt es einen Trainingsraum und eine Mensa mit täglichen Mittagessen, einen Sitzungsraum mit 30 Plätzen für Versammlungen und Analyse der Basketball-Wettkämpfe. Im Zentrum befindet sich auch die Sabonis-Stiftung (A.Sabonio paramos fondas).

## Geschichte
Die Sabonis-Basketballschule  wurde nach den Olympischen Spielen 1992 geplant. Sie wurden von Arvydas Sabonis (* 1964) gegründet und 1994  in der K.-Baršausko-Straße eröffnet. Sie wurde von Viešoji įstaiga "A. Sabonio krepšinio mokykla" in Pašilės-Straße verwaltet, die 2011 insolvent wurde. Später gründete man eine neue schuldenfreie öffentliche Anstalt (Viešoji įstaiga "Sabonio krepšinio centras").
Trainer
Remigijus Bardauskas, Andrius Brusokas, Arnoldas Jatkonis, Ramūnas Juška, Gytis Krugelevičius, Dalius Lubys, Rolandas Rakutis,     Andrius Vaicekauskas, Arūnas Visockas, Edgaras Voronovas, Eglė Jankauskaitė, Egidijus Samuolaitis, Vytautas Žvirblis  	  
Ehemalige Trainer
Darius Sirtautas, Rolandas Urkis, Tomas Masiulis, Mindaugas Brazys und Algimantas Žukauskas
Ehemalige Direktoren
Raimundas Miladauskas, Diana Komskienė, Marius Stankevičius

## Kauno Žalgiris-Sabonio mokykla
Kauno Žalgiris-Sabonio mokykla ist ein Basketball-Team in Kaunas. Es spielt in der Nacionalinė krepšinio lyga. Die Mehrheit der Spieler bilden die Schüler der Sabonis-Schule.
Spieler
| - Martynas Andriuškevičius, von 2002–2004 - Paulius Jankūnas, von 2002–2003 - Mantas Kalnietis, von 2003–2006 - Jonas Mačiulis, von 2002–2004 - Simonas Serapinas, von 2000–2001 - Vladimir Stimać, von 2005–2006, 2007 – Januar 2007 | - Darius Šilinskis, 2000–2002 - Giedrius Gustas, von 1999–2000 - Vitalijus Stanevičius, von 2002–2003 - Paulius Kleiza, von 2001–2007 - Tautvydas Barštys, von 2006–2007 - Donatas Motiejūnas, von 2005–2007 - Žygimantas Janavičius, von 2007–2008 |

## Verwaltung
- Direktor: Andrius Sabonis
- Personalleiterin: Marta Brusokienė